# Love Is All Around
"Love Is All Around" là một bài hát của ban nhạc rock Anh quốc The Troggs, được lấy cảm hứng bài hát "Love That's All Around" của ban nhạc Joy Strings. Nó được viết lời bởi ca sĩ chính của nhóm Reg Presley và được sản xuất bởi Larry Page. "Love Is All Around" được phát hành lần đầu tiên dưới dạng đĩa đơn ở Vương quốc Anh vào tháng 10 năm 1967, nơi nó đạt vị trí thứ 5. Tại Hoa Kỳ, nó vươn đến vị trí thứ bảy trên bảng xếp hạng Billboard Hot 100.
"Love Is All Around" đã được hát lại bởi nhiều nghệ sĩ, bao gồm R.E.M., nhóm nhạc mà the Troggs sẽ hợp tác trong album phòng thu thứ mười hai của họ, Ateny Andover (1992). Bản hát lại của R.E.M. được sử dụng làm mặt B cho đĩa đơn năm 1991 của họ "Radio Song", và họ cũng đã trình diễn nó trong lần xuất hiện đầu tiên của họ trên chương trình Unplugged của MTV vào cùng năm. Năm 1994, ban nhạc Scotland Wet Wet Wet đã hát lại nó cho nhạc nền của bộ phim năm 1994 Four Weddings and a Funeral, và trở thành một bản hit quốc tế.

## Xếp hạng
| Bảng xếp hạng (1967–68)      | Vị trí cao nhất |
| ---------------------------- | --------------- |
| Đức (Official German Charts) | 15              |
| Ireland (IRMA)               | 17              |
| Hà Lan (Single Top 100)      | 17              |
| Anh Quốc (OCC)               | 5               |
| Hoa Kỳ Billboard Hot 100     | 7               |

## Phiên bản của Wet Wet Wet
Năm 1993, Richard Curtis đã ngỏ lời với Wet Wet Wet về việc thu âm lại một bài hát để sử dụng cho bộ phim của ông Four Weddings and a Funeral. Ban nhạc đã chọn ra ba bài hát tiềm năng để quyết định thu âm một trong số đó, bao gồm "Love Is All Around" của The Toggs, "I Will Survive" của Gloria Gaynor và "Can't Smile Without You" của Barry Manilow, và quyết định chọn bài hát đầu tiên. Bản hát lại của Wet Wet Wet được phát hành như là một đĩa đơn trích từ album nhạc phim vào ngày 9 tháng 5 năm 1994 bởi PolyGram, trong đó phần sản xuất được đảm nhận bởi Graeme Duffin và Wet Wet Wet. Sau đó, nó còn xuất hiện trong album phòng thu thứ sáu của họ, Picture This (1995).
Sau khi phát hành, bản hát lại của Wet Wet Wet cho "Love Is All Around" đa phần nhận được những phản ứng tích cực từ các nhà phê bình âm nhạc, và nhận được một đề cử giải Brit cho Đĩa đơn Anh quốc xuất sắc nhất tại lễ trao giải thường niên lần thứ 15. Bài hát cũng gặt hái những thành công vượt trội về mặt thương mại, đứng đầu các bảng xếp hạng ở Úc, Áo, Bỉ, Đan Mạch, Phần Lan, Hà Lan, New Zealand, Thụy Điển và Vương quốc Anh, nơi nó trụ vững ở vị trí số một trong 15 tuần liên tiếp và trở thành một trong những đĩa đơn bán chạy nhất mọi thời đại tại đây, và lọt vào top 10 ở hầu hết những quốc gia nó xuất hiện, bao gồm vươn đến top 5 ở Pháp, Đức, Ireland, Tây Ban Nha và Thụy Sĩ. Tuy nhiên, phiên bản của Wet Wet Wet chỉ gặt hái những thành công ít ỏi ở Hoa Kỳ, nơi nó đạt vị trí thứ 41 trên bảng xếp hạng Billboard Hot 100.
Video ca nhạc cho "Love Is All Around" được đạo diễn bởi Marcus Nispel, trong đó ban nhạc trình diễn nó trong một căn phòng bỏ hoang và đùa giỡn ở một phim trường dưới phông nền xanh, bên cạnh những hình ảnh từ Four Weddings and a Funeral. Wet Wet Wet đã trình diễn nó trên nhiều chương trình truyền hình và sự kiện lớn, như Live 8, MTV's Most Wanted, Top of the Pops, Children in Need 2013 và trong tất cả những chuyến lưu diễn trong sự nghiệp của họ. Được đánh giá như là bài hát trứ danh của nhóm, "Love Is All Around" đã xuất hiện trong nhiều album tổng hợp của họ kể từ khi phát hành, bao gồm Wet Wet Wet: The Greatest Hits (2004) và Step by Step: The Greatest Hits (2013). Năm 2012, giọng ca chính của Wet Wet Wet Marti Pellow đã thu âm phiên bản của chính mình và đưa nó vào album tổng hợp Marti Pellow Sings the Hits of Wet Wet Wet & Smile.

### Danh sách bài hát
Đĩa CD tại châu Âu và CD #1 tại Anh quốc
1. "Love Is All Around" - 3:59
2. "I Can Give You Everything" (7" Arthur Baker House phối lại) - 4:24
3. "Ain't No Stoppin'/Le Freak" - 5:43

Đĩa CD #2 tại Anh quốc
1. "Love Is All Around" - 4:00
2. "Is This Love?" (trực tiếp) - 5:20
3. "Love Is All Around" (TV phối) - 4:14
4. "I Can Give You Everything" (12" House phối) - 4:25

Đĩa CD tại Hoa Kỳ
1. "Love Is All Around" - 3:59
2. "Cold Cold Heart" - 4:13

### Xếp hạng
| Bảng xếp hạng (1994)                  | Vị trí cao nhất |
| ------------------------------------- | --------------- |
| Úc (ARIA)                             | 1               |
| Áo (Ö3 Austria Top 40)                | 1               |
| Bỉ (Ultratop 50 Flanders)             | 1               |
| Canada (RPM)                          | 17              |
| Canada Adult Contemporary (RPM)       | 9               |
| Đan Mạch (Tracklisten)                | 1               |
| Châu Âu (European Hot 100 Singles)    | 1               |
| Phần Lan (Suomen virallinen lista)    | 1               |
| Pháp (SNEP)                           | 2               |
| Đức (Official German Charts)          | 2               |
| Ireland (IRMA)                        | 2               |
| Hà Lan (Dutch Top 40)                 | 1               |
| Hà Lan (Single Top 100)               | 1               |
| New Zealand (Recorded Music NZ)       | 1               |
| Na Uy (VG-lista)                      | 1               |
| Scotland (OCC)                        | 1               |
| Tây Ban Nha (AFYVE)                   | 5               |
| Thụy Điển (Sverigetopplistan)         | 1               |
| Thụy Sĩ (Schweizer Hitparade)         | 2               |
| Anh Quốc (OCC)                        | 1               |
| Hoa Kỳ Billboard Hot 100              | 41              |
| Hoa Kỳ Adult Contemporary (Billboard) | 8               |

| Bảng xếp hạng (1994)                 | Vị trí |
| ------------------------------------ | ------ |
| Australia (ARIA)                     | 1      |
| Austria (Ö3 Austria Top 40)          | 2      |
| Belgium (Ultratop 50 Flanders)       | 1      |
| Canada Adult Contemporary (RPM)      | 73     |
| Denmark (Tracklisten)                | 3      |
| Europe (European Hot 100 Singles)    | 1      |
| France (SNEP)                        | 14     |
| Germany (Official German Charts)     | 7      |
| Japan (Tokyo Hot 100)                | 76     |
| Netherlands (Dutch Top 40)           | 5      |
| Netherlands (Single Top 100)         | 5      |
| New Zealand (Recorded Music NZ)      | 1      |
| Norway Summer Period (VG-lista)      | 1      |
| Sweden (Sverigetopplistan)           | 3      |
| Switzerland (Schweizer Hitparade)    | 5      |
| UK Singles (Official Charts Company) | 1      |
| US Adult Contemporary (Billboard)    | 26     |

| Bảng xếp hạng (1990–99)              | Vị trí |
| ------------------------------------ | ------ |
| Austria (Ö3 Austria Top 40)          | 19     |
| Netherlands (Dutch Top 40)           | 46     |
| UK Singles (Official Charts Company) | 3      |

| Bảng xếp hạng                        | Vị trí |
| ------------------------------------ | ------ |
| UK Singles (Official Charts Company) | 9      |

### Chứng nhận
| Quốc gia | Chứng nhận  | Số đơn vị/doanh số chứng nhận |
| --- | ----------- | ----------------------------- |
| Úc (ARIA) | 3× Bạch kim | 210.000^                      |
| Áo (IFPI Áo) | Bạch kim    | 50.000*                       |
| Đức (BVMI) | Bạch kim    | 0^                            |
| Hà Lan (NVPI) | Vàng        | 50.000^                       |
| New Zealand (RMNZ) | Bạch kim    | 15.000*                       |
| Thụy Điển (GLF) | Bạch kim    | 50.000^                       |
| Anh Quốc (BPI) | 3× Bạch kim | 1,900,000                     |
| * Chứng nhận dựa theo doanh số tiêu thụ. ^ Chứng nhận dựa theo doanh số nhập hàng. ‡ Chứng nhận dựa theo doanh số tiêu thụ và phát trực tuyến. |             |                               |